# Joutsijärvi (wieś)
Joutsijärvi – wieś w gminie Kemijärvi w Laponii w Finlandii. Zamieszkana przez około 130 osób. 
Podczas wojny zimowej na wzgórzu Mäntyvaara w pobliżu Joutsijärvi rozegrała się bitwa, w której fiński oddział pokonał batalion sowiecki, próbujący przejąć kontrolę nad drogą Salla – Kemijärvi. W walce poległo 17 żołnierzy fińskich i około 300 radzieckich. 
W latach 1941–2012 we wsi funkcjonowała stacja kolejowa Joutsijärvi na linii Laurila – Kelloselkä. 